# Seokguram
Seokguram (kor. 석굴암) – świątynia buddyjska w skalnej grocie w okolicach miasta Gyeongju w Korei Południowej, w 1995 roku wraz z pobliską świątynią Bulguksa wpisana na listę światowego dziedzictwa UNESCO jako jeden z pierwszych obiektów w kraju.

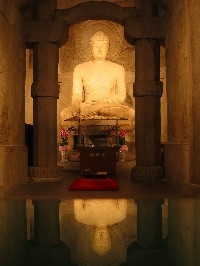
Posąg Buddy w świątyni Seokguram

Powstanie świątyni datuje się na VIII wiek n.e. Składa się z dwóch pomieszczeń – prostokątnego i okrągłego. We wnętrzu znajduje się posąg Buddy mierzący 2,5 metra wysokości. Ściany groty pokryte są reliefami figuralnymi.